# Liste des cardinaux créés par Jean-Paul II
 (août 2022).
Au cours de son pontificat de 1978 à 2005, Jean-Paul II a créé 233 cardinaux à l'occasion de 9 consistoires ordinaires, dont 2 étaient déjà morts lors du consistoire (Hans Urs von Balthasar et Josip Uhač). Sur les 233 cardinaux créés par Jean-Paul II, 41 sont toujours membres du collège cardinalice (au 3 avril 2025), dont 5 électeurs. Jean-Paul II a en outre créé cardinal Jorge Mario Bergoglio durant le consistoire du 21 février 2001, ce dernier a été élu pape en 2013 sous le nom de François et est mort en 2025.
De plus, un cardinal nommé in pectore au consistoire du 21 octobre 2003 ne sera jamais connu. 
Lors des trois derniers consistoires, Jean-Paul II avait dérogé au nombre maximum de cardinaux électeurs (c'est-à-dire âgés de moins de 80 ans) fixé à 120 par Paul VI.

## Cardinaux créés parJean-Paul II
Les fonctions indiquées sont celles occupées par les cardinaux au moment de leur création.

### le 30 juin 1979[1]
- Agostino Casaroli (1914-1998)  Italie, secrétaire d'État
- Giuseppe Caprio (1914-2005)  Italie, président de l'Administration du patrimoine du siège apostolique
- Marco Cé (1925-2014)  Italie, patriarche de Venise
- Egano Righi-Lambertini (1906-2000)  Italie, nonce apostolique en France et archevêque titulaire de Dioclée (de)
- Joseph-Marie Trinh van-Can (1921-1990)  Viêt Nam, archevêque de Hanoï
- Ernesto Civardi (1906-1989)  Italie, secrétaire de la Congrégation pour les évêques
- Ernest Corripio Ahumada (1919-2008)  Mexique, archevêque de Mexico
- Joseph Asjiro Satowaki (1904-1996)  Japon, archevêque de Nagasaki
- Roger Etchegaray (1922-2019)  France, archevêque de Marseille
- Anastasio Ballestrero (1913-1998)  Italie, archevêque de Turin
- Tomás Ó Fiaich (1923-1990)  Irlande, archevêque d'Armagh
- Gerald Emmett Carter (1912-2003)  Canada, archevêque de Toronto
- Franciszek Macharski (1927-2016)  Pologne, archevêque de Cracovie
- Władysław Rubin (1917-1990)  Pologne, secrétaire général du synode des évêques

- In pectore, Ignatius Kung Pin-mei (1901-2000)  Chine, évêque de Shanghai

### le 2 février 1983
- Michael Kitbunchu (1929-)  Thaïlande, archevêque de Bangkok

- Julijans Vaivods (1895-1990)  Lettonie, administrateur apostolique de Riga
- Henri de Lubac (1896-1991)  France, théologien jésuite
- Antoine Khoraiche (1907-1994)  Liban, patriarche maronite d'Antioche
- Giuseppe Casoria (1908-2001)  Italie, préfet du Congrégation pour le culte divin et la discipline des sacrements
- Aurelio Sabattani (1912-2003)  Italie, préfet du Tribunal suprême de la Signature apostolique
- Bernard Yago (1916-1997)  Côte d'Ivoire, archevêque d'Abidjan
- José Lebrún Moratinos (1919-2001)  Venezuela, archevêque de Caracas
- Franjo Kuharić (1919-2002)  Croatie, archevêque de Zagreb
- Alexandre do Nascimento (1925-2024)  Angola, archevêque de Lubango
- Jean-Marie Lustiger (1926-2007)  France, archevêque de Paris
- Carlo Maria Martini (1927-2012)  Italie, archevêque de Milan
- Joseph Bernardin (1928-1996)  États-Unis, archevêque de Chicago
- Jozef Glemp (1929-2013)  Pologne, archevêque de Varsovie
- Thomas Stafford Williams (1930-2023)  Nouvelle-Zélande, archevêque de Wellington
- Joachim Meisner (1933-2017)  Allemagne, évêque de Berlin
- Godfried Danneels (1933-2019)  Belgique, archevêque de Malines-Bruxelles
- Alfonso López Trujillo (1935-2008)  Colombie, archevêque de Medellín

### le 25 mai 1985
- Friedrich Wetter (1928-)  Allemagne, archevêque de Munich
- Paul Poupard (1930-)  France, président du secrétariat pour les non croyants
- Francis Arinze (1932-)  Nigeria, archevêque d'Onitsha

- Pietro Pavan (1903-1994)  Italie, recteur émérite de l'Université pontificale du Latran
- Alfons Stickler (1910-2007)  Autriche, bibliothécaire de la Sainte Église romaine
- Paul Augustin Mayer (1911-2010)  Allemagne, préfet de la Congrégation des sacrements
- Louis-Albert Vachon (1912-2006)  Canada, archevêque de Québec
- Luigi Dadaglio (1914-1990)  Italie, pénitencier majeur de la pénitencerie apostolique
- Myroslav Ivan Lubachivsky (1914-2000)  Ukraine, archevêque majeur de Lviv
- Juan Francisco Fresno Larraín (1914-2004)  Chili, archevêque de Santiago du Chili
- Antonio Innocenti (1915-2008)  Italie, nonce apostolique en Espagne et archevêque titulaire d'Æclanum (de)
- Jean Jérôme Hamer (1916-1996)  Belgique, préfet de la Congrégation pour les instituts de vie consacrée et les sociétés de vie apostolique
- Ángel Suquía Goicoechea (1916-2006)  Espagne, archevêque de Madrid
- Édouard Gagnon (1918-2007)  Canada, président du Conseil pontifical pour la famille
- John Joseph O'Connor (1920-2000)  États-Unis, archevêque de New York
- Paulos Tzadua (1921-2003)  Éthiopie, archevêque d'Addis Abeba
- Rosalío José Castillo Lara (1922-2007)  Venezuela, président de la Commission d'interprétation du code de droit canon
- Albert Decourtray (1923-1994)  France, archevêque de Lyon
- Henryk Roman Gulbinowicz (1923-2020)  Pologne, archevêque de Wrocław
- Duraisamy Simon Lourdusamy (1924-2014)  Inde, secrétaire de la Congrégation pour l'évangélisation des peuples
- Andrzej Maria Deskur (1924-2011)  Pologne, président émérite du Conseil pontifical des communications sociales
- Silvano Piovanelli (1924-2016)  Italie, archevêque de Florence
- Jozef Tomko (1924-2022)  Tchécoslovaquie, préfet de la Congrégation pour l'évangélisation des peuples
- Miguel Obando y Bravo (1926- 2018)  Nicaragua, archevêque de Managua
- Giacomo Biffi (1928-2015)  Italie, archevêque de Bologne
- Ricardo Jamin Vidal (1931-2017)  Philippines, archevêque de Cebu
- Bernard Law (1931-2017)  États-Unis, archevêque de Boston
- Adrianus Johannes Simonis (1931-2020)  Pays-Bas, archevêque d'Utrecht

### le 28 juin 1988
- Hans Urs von Balthasar (1905-1988)  Suisse, théologien, mort deux jours avant le consistoire
- Jacques-Paul Martin (1908-1992)  France, préfet émérite de la Maison pontificale
- Franz Hengsbach (1910-1991)  Allemagne, évêque d'Essen
- Paul Grégoire (1911-1993)  Canada, archevêque de Montréal
- Jean Margéot (1916-2009)  Maurice, évêque de Port-Louis
- Giovanni Canestri (1918-2015)  Italie, archevêque de Gênes
- Mario Revollo Bravo (1919-1995)  Colombie, archevêque de Bogota
- Hans Hermann Groër (1919-2003)  Autriche, archevêque de Vienne
- Angelo Felici (1919-2007)  Italie, nonce apostolique en France et archevêque titulaire de Caesariana (de)
- Vincentas Sladkevicius (1920-2000)  Lituanie, administrateur apostolique de Kaišiadorys
- Simon Ignatius Pimenta (1920-2013)  Inde, archevêque de Bombay
- James Hickey (1920-2004)  États-Unis, archevêque de Washington
- Antony Padiyara (1921-2000)  Inde, archevêque syro-malabar d'Ernakulam
- Antonio Maria Javierre Ortas (1921-2007)  Espagne, secrétaire de la Congrégation pour l'éducation catholique
- Edward Bede Clancy (1923-2014)  Australie, archevêque de Sydney
- Achille Silvestrini (1923-2019)  Italie, secrétaire des relations avec les États
- Alexandre José Maria dos Santos (1924-2021)  Mozambique, archevêque de Maputo
- Lucas Moreira Neves (1925-2002)  Brésil, archevêque de São Salvador da Bahia
- José Freire Falcão (1925-2021)  Brésil, archevêque de Brasilia
- John Baptist Wu Cheng-Chung (1925-2002)  Chine, évêque de Hong-Kong
- Eduardo Martínez Somalo (1927-2021)  Espagne, substitut de la secrétairerie d'État
- Edmund Casimir Szoka (1927-2014)  États-Unis, archevêque de Détroit
- László Paskai (1927-2015)  Hongrie, archevêque d'Esztergom-Budapest
- Michele Giordano (1930-2010)  Italie, archevêque de Naples
- Christian Wiyghan Tumi (1930-2021)  Cameroun, archevêque de Garoua

### le 28 juin 1991
- Camillo Ruini (1931- )  Italie, cardinal-vicaire de Rome
- Nicolás de Jesús López Rodríguez (1936- )  République dominicaine, archevêque de Saint-Domingue
- Roger Michael Mahony (1936- )  États-Unis, archevêque de Los Angeles
- Paolo Dezza (1901-1999)  Italie, jésuite
- Guido Del Mestri (1911-1993)  Italie, nonce apostolique émérite en Allemagne et archevêque titulaire de Tuscamia (de)
- Alexandru Todea (1912-2002)  Roumanie, archevêque de Făgăraş şi Alba Iulia
- Fiorenzo Angelini (1916-2014)  Italie, président du Conseil pontifical pour la pastorale des services de la santé
- Cahal Brendan Daly (1917-2009)  Irlande, archevêque d'Armagh
- Robert Coffy  (1920-1995)  France, archevêque de Marseille
- José Tomás Sánchez (1920-2012)  Philippines, secrétaire de la Congrégation pour l'évangélisation des peuples
- Virgilio Noè (1922-2011)  Italie, président de la Fabrique de Saint-Pierre
- Pio Laghi (1922-2009)  Italie, préfet de la Congrégation pour l'éducation catholique
- Antonio Quarracino (1923-1998)  Argentine, archevêque de Buenos Aires
- Anthony Joseph Bevilacqua (1923-2012)  États-Unis, archevêque de Philadelphie
- Ján Chryzostom Korec (1924-2015)  Tchécoslovaquie, évêque de Nitra (de)
- Edward Idris Cassidy (1924-2021)  Australie, président du Conseil pontifical pour la promotion de l'unité des chrétiens
- Giovanni Saldarini (1924-2011)  Italie, archevêque de Turin
- Juan Jesús Posadas Ocampo (1926-1993)  Mexique, archevêque de Guadalajara
- Angelo Sodano (1927-2022)  Italie, secrétaire d'État
- Frédéric Etsou-Nzabi-Bamungwabi (1930-2007)  République démocratique du Congo, archevêque de Kinshasa
- Henri Schwery (1932-2021)  Suisse, évêque de Sion
- Georg Maximilian Sterzinsky (1936-2011)  Allemagne, évêque de Berlin

- Officialisation publique d'une création In pectore antérieure :
  - Ignatius Kung Pin-mei (1901-2000)  Chine, évêque de Shanghai

### le 26 novembre 1994
- Emmanuel Wamala (1926- )  Ouganda, archevêque de Kampala
- Adam Joseph Maida (1930- )  États-Unis, archevêque de Détroit
- Juan Sandoval Íñiguez (1933- )  Mexique, archevêque de Guadalajara
- Julius Riyadi Darmaatmadja (1934- )  Indonésie, jésuite, archevêque de Semarang
- Vinko Puljic (1945- )  Yougoslavie, archevêque de Sarajevo

- Michel Koliqi (1902-1997)  Albanie, prêtre albanais
- Yves Congar (1904-1995)  France, théologien dominicain
- Alois Grillmeier (1910-1998)  Allemagne, théologien jésuite
- Bernardino Echevarria Ruiz (1912-2000)  Équateur, archevêque émérite de Guayaquil
- Casimir Swiatek (1914-2011)  Biélorussie, archevêque de Minsk
- Ersilio Tonini (1914-2013)  Italie, archevêque émérite de Ravenne
- Luigi Poggi (1917-2010)  Italie, bibliothécaire et archiviste de l'Église
- Vincenzo Fagiolo (1918-2000)  Italie, président du Conseil pontifical pour les textes législatifs
- Paul Joseph Pham Ðình Tung (1919-2009)  Viêt Nam, archevêque de Hanoï
- Nasrallah Pierre Sfeir (1920-2019 )  Liban, patriarche maronite
- Carlo Furno (1921-2015)  Italie, nonce apostolique en Italie (en) et archevêque titulaire d'Abari
- Augusto Vargas Alzamora (1922-2000)  Pérou, archevêque de Lima
- Gilberto Agustoni (1922-2017)  Suisse, préfet du Tribunal suprême de la Signature apostolique
- Armand Gaétan Razafindratandra (1925-2010)  Madagascar, archevêque d'Antananarivo
- Thomas Joseph Winning (1925-2001)  Royaume-Uni, archevêque de Glasgow
- Ricardo María Carles Gordó (1926-2013)  Espagne, archevêque de Barcelone
- Carlos Oviedo Cavada (1927-1998)  Chili, archevêque de Santiago du Chili
- Adolfo Antonio Suárez Rivera (1927-1998)  Mexique, archevêque de Monterrey
- Jan-Pieter Schotte (1928-2005)  Belgique, président du Bureau du travail du siège apostolique
- Peter Seiichi Shirayanagi (1928-2009)  Japon, archevêque de Tokyo
- William Henry Keeler (1931-2017)  États-Unis, archevêque de Baltimore
- Miloslav Vlk (1932-2017)  Tchécoslovaquie, archevêque de Prague
- Pierre Eyt (1934-2001)  France, archevêque de Bordeaux
- Jean-Claude Turcotte (1936-2015)  Canada, archevêque de Montréal
- Jaime Lucas Ortega y Alamino (1936-2019)  Cuba, archevêque de La Havane

### le 21 février 1998
- Salvatore De Giorgi (1930- )  Italie, archevêque de Palerme
- James Francis Stafford (1932- )  États-Unis, président du Conseil pontifical pour les laïcs
- Antonio María Rouco Varela (1936- )  Espagne, archevêque de Madrid
- Norberto Rivera Carrera (1942- )  Mexique, archevêque de Mexico
- Polycarp Pengo (1944- )  Tanzanie, archevêque de Dar es Salam
- Christoph Schönborn (1945- )  Autriche, archevêque de Vienne

- Jorge Arturo Medina Estévez (1926-2021)  Chili, préfet de la Congrégation pour le culte divin et la discipline des sacrements
- Adam Kozłowiecki (1911-2007)  Pologne, archevêque émérite de Lusaka
- Giovanni Cheli (1918-2013)  Italie, président du Conseil pontifical pour la pastorale des migrants et des personnes en déplacement
- Alberto Bovone (1922-1998)  Italie, préfet de la Congrégation pour les causes des saints
- Dino Monduzzi (1922-2006)  Italie, préfet émérite de la Maison pontificale
- Lorenzo Antonetti (1922-2013)  Italie, président de l'Administration du patrimoine du siège apostolique
- Paul Shan Kuo-hsi (1923-2012)  Taïwan, évêque de Kaohsiung
- Josip Uhač (1924-1998)  Croatie, secrétaire de la Congrégation pour l'évangélisation des peuples, mort le jour du consistoire
- Serafim Fernandes de Araújo (1924-2019)  Brésil, archevêque de Belo Horizonte
- Francesco Colasuonno (1925-2003)  Italie, nonce apostolique en Italie (en) et archevêque titulaire de Truentum (de)
- Dario Castrillon-Hoyos (1929-2018)  Colombie, préfet de la Congrégation pour le clergé
- Aloysius Ambrozic (1930-2011)  Canada, archevêque de Toronto
- Jean Balland (1934-1998)  France, archevêque de Lyon
- Dionigi Tettamanzi (1934-2017)  Italie, archevêque de Gênes
- Francis George (1937-2015)  États-Unis, archevêque de Chicago

- In pectore, Marian Jaworski (1926-2020)  Ukraine, archevêque de rite latin de Lviv
- In pectore, Janis Pujats (1930- )  Lettonie, archevêque de Riga

### le 21 février 2001
- Francisco Javier Errázuriz Ossa (1933- )  Chili, archevêque de Santiago du Chili
- José Saraiva Martins (1932- )  Portugal, préfet de la Congrégation pour les causes des saints
- Walter Kasper (1933- )  Allemagne, secrétaire du Conseil pontifical pour la promotion de l'unité des chrétiens
- Giovanni Battista Re (1934- )  Italie, préfet de la Congrégation pour les évêques
- Jorge Mario Bergoglio (1936-2025)  Argentine, jésuite, archevêque de Buenos-Aires, élu pape sous le nom de François le 13 mars 2013
- Audrys Juozas Backis (1937- )  Lituanie, archevêque de Vilnius
- Wilfrid Fox Napier (1941- )  Afrique du Sud, archevêque de Durban
- Óscar Andrés Rodríguez Maradiaga (1942- )  Honduras, archevêque de Tegucigalpa
- Juan Luis Cipriani Thorne (1943- )  Pérou, archevêque de Lima
- Crescenzio Sepe (1943- )  Italie, secrétaire de la Congrégation pour le clergé
- Avery Dulles (1918-2008)  États-Unis, jésuite et professeur de théologie à l'Université Fordham
- Leo Scheffczyk (1920-2005)  Allemagne, théologien allemand
- Stéphane II Ghattas (1920-2009)  Égypte, patriarche copte d'Alexandrie
- Jean Honoré (1920-2013)  France, archevêque émérite de Tours
- Roberto Tucci (1921-2015)  Italie, jésuite, président émérite de Radio Vatican
- Jorge María Mejía (1923-2014)  Argentine, archiviste des Archives secrètes du Vatican
- Antonio José González Zumárraga (1925-2008)  Équateur, archevêque de Quito
- Francisco Álvarez Martínez (1925-2022)  Espagne, archevêque de Tolède
- Johannes Joachim Degenhardt (1926-2002)  Allemagne, archevêque de Paderborn
- Bernard Agré (1926-2014)  Côte d'Ivoire, archevêque d'Abidjan
- Desmond Connell (1926-2017)  Irlande, archevêque de Dublin
- Agostino Cacciavillan (1926-2022)  Italie, président de l'Administration du patrimoine du siège apostolique
- Varkey Vithayathil (1927-2011)  Inde, archevêque majeur de rite syro-malabar d'Ernakulam-Angamaly
- François Xavier Nguyen Van Thuan (1928-2002)  Viêt Nam, président du Conseil pontifical « Justice et Paix »
- Antonio Ignacio Velasco García (1929-2003)  Venezuela, archevêque de Caracas
- Mario Francesco Pompedda (1929-2006)  Italie, préfet du Tribunal suprême de la Signature apostolique
- Ignace Moussa I Daoud (1930-2012)  Syrie, préfet de la Congrégation pour les Églises orientales
- Theodore Edgar McCarrick (1930-2025)  États-Unis, archevêque de Washington - Démissionne du collège cardinalice le 27 juillet 2018
- Sergio Sebastiani (1931-2024)  Italie, président de la Préfecture pour les affaires économiques du Saint-Siège
- Edward Michael Egan (1932-2015)  États-Unis, archevêque de New York
- Pedro Rubiano Sàenz (1932-2024)  Colombie, archevêque de Bogota
- Cormac Murphy-O'Connor (1932-2017 )  Angleterre, archevêque de Westminster
- Lubomyr Husar (1933-2017)  Ukraine, archevêque majeur grec-catholique de Lviv
- Severino Poletto (1933-2022)  Italie, archevêque de Turin
- Geraldo Majella Agnelo (1933-2023 )  Brésil, archevêque de São Salvador da Bahia
- Claudio Hummes (1934-2022)  Brésil, archevêque de São Paulo
- José da Cruz Policarpo (1936-2014)  Portugal, patriarche de Lisbonne
- Julio Terrazas Sandoval (1936-2015)  Bolivie, archevêque de Santa Cruz de la Sierra
- Ivan Dias (1936-2017)  Inde, archevêque de Bombay
- Karl Lehmann (1936-2018)  Allemagne, évêque de Mayence
- Louis-Marie Billé (1938-2002)  France, archevêque de Lyon
- Zenon Grocholewski (1939-2020)  Pologne, préfet de la Congrégation pour l'éducation catholique

- Officialisation publique de créations In pectore antérieures :
  - Marian Jaworski (1926-2020)  Ukraine, archevêque de rite latin de Lviv
  - Janis Pujats (1930- )  Lettonie, archevêque de Riga

### le 21 octobre 2003
- Julian Herranz (1930- )  Espagne, président du Conseil pontifical pour les textes législatifs
- Tarcisio Bertone (1934- )  Italie, archevêque de Gênes
- Jean-Baptiste Pham Minh Man (1934- )  Viêt Nam, archevêque de Thành-Phô Hô Chí Minh
- Justin Francis Rigali (1935- )  États-Unis, archevêque de Philadelphie
- Anthony Olubunmi Okogie (1936- )  Nigeria, archevêque de Lagos
- Ennio Antonelli (1936- )  Italie, archevêque de Florence
- Angelo Scola (1941- )  Italie, patriarche de Venise
- Gabriel Zubeir Wako (1941- )  Soudan, archevêque de Khartoum
- Marc Ouellet (1944- )  Canada, archevêque de Québec
- Peter Kodwo Appiah Turkson (1948- )  Ghana, archevêque de Cape Coast
- Josip Bozanic (1949- )  Croatie, archevêque de Zagreb
- Philippe Barbarin (1950- )  France, archevêque de Lyon
- Péter Erdõ (1952- )  Hongrie, archevêque de Budapest

- Tomas Spidlik (1919-2010)  Tchéquie, jésuite
- Stanisław Nagy (1921-2013)  Pologne, théologien polonais
- Georges Cottier (1922-2016)  Suisse, théologien dominicain suisse
- Gustaaf Joos (1923-2004)  Belgique, prêtre belge
- Francesco Marchisano (1929-2014)  Italie, archiprêtre de la basilique Saint-Pierre
- Stephen Fumio Hamao (1930-2007)  Japon, président du Conseil pour la pastorale des migrants et des personnes en déplacement
- Bernard Panafieu (1931-2017)  France, archevêque de Marseille
- Rodolfo Quezada Toruño (1932-2012)  Guatemala, archevêque de Guatemala
- Renato Martino (1932-2024)  Italie, président du Conseil pontifical Justice et Paix
- Eusébio Oscar Scheid (1932-2021)  Brésil, archevêque de Rio de Janeiro
- Javier Lozano Barragán (1933-2022)  Mexique, président du Conseil pontifical pour la pastorale des services de la santé
- Carlos Amigo Vallejo (1934-2022)  Espagne, archevêque de Séville
- Attilio Nicora (1937-2017)  Italie, président de l'Administration du patrimoine du siège apostolique
- Keith O'Brien (1938-2018)  Écosse, archevêque d'Édimbourg
- Telesphore Placidus Toppo (1939-2023)  Inde, archevêque de Ranchi
- George Pell (1941-2023)  Australie, archevêque de Sydney
- Jean-Louis Tauran (1943-2018)  France, secrétaire des relations avec les États

- In pectore : Ce cardinal ne sera jamais connu ; Jean-Paul II mourra sans jamais en révéler le nom.